# Mushroomhead (álbum)
Mushroomhead es el primer álbum de estudio de la banda de Cleveland Mushroomhead, editado y publicado independientemente en Clevenland, Ohio, el 3 de abril de 1995. Ciertas canciones de este álbum fueron remasterizadas al igual que los siguientes próximos discos de la banda, Superbuick y M3, expandiendo el arte y otros detalles como el color. Este álbum ha vendido alrededor de 47 000 copias.

## Canciones
1. "Slow Thing" – 3:45
2. "Elevation" – 3:33
3. "Too Much Nothing" – 3:19
4. "Intermission" – 2:05
5. "Ego Trip" – 6:07
6. "Mommy" – 5:10
7. "2nd Thoughts" – 3:44
8. "Casualties in B Minor" – 1:15
9. "Indifferent" – 4:47
10. "Simpleton" – 2:23
11. "43" – 4:49
12. "Episode 29" – 3:36
13. "Snap" – 1:26

1. Untitled – 11:59

Desde la canción 14 hasta la canción hasta la 42 son solo silencios y cada canción tiene una duración de 1 segundo

### Samples de películas usadas
- Reefer Madness
- Twin Peaks: Fire Walk with Me
- The Barretta Theme
- Hotel Room
- Reservoir Dogs
- Stand by Me
- Lean on Me
- Moscow on the Hudson
- The Silence of the Lambs
- Pet Sematary
- Closetland
- Wayne's World
- One Flew Over the Cuckoo's Nest

## Créditos
- Jeffrey Nothing - Vocales
- "J Mann" - Vocales
- Mr. Murdernickle - Bajo
- J.J. Righteous - Guitarras
- Dinner - Guitarras
- Shmotz - Piano
- DJ Virus - Samples
- Skinny - Batería
- Mandy Lascko - Vocales en "Mommy"